# Camponotus sculptor
Camponotus sculptor é uma espécie de inseto do gênero Camponotus, pertencente à família Formicidae.